# Julius Leroy
Julius "Jules" Armand Leroy (Roesbrugge-Haringe, 8 augustus 1858 - Veurne, 15 november 1939) was een Belgisch rooms-katholiek priester en Vlaams schrijver. Hij raakte vooral bekend doordat hij oude verhalen optekende en bundelde in een achtdelige reeks. De meeste delen van de reeks werden talrijke keren herdrukt. Vanaf de tweede druk verscheen als inleiding een brief van Guido Gezelle met felicitaties naar aanleiding van het verschijnen van de bundels. 

## Levensloop
Leroy werds geboren in Haringe als oudste van de tien kinderen  van landbouwer en herbergier Augustinus Leroy (1827-1891) en Rosalie Coene (1831-1910). Het gezin verhuisde rond 1865 naar Beveren. In 1884 werd hij tot priester gewijd om vervolgens tot leraar te worden benoemd in het Sint-Lodewijkscollege in Brugge (1885-1889). Nadat hij dienst deed als onderpastoor in Staden, werd hij in 1910 benoemd tot pastoor in Wulpen. Vanaf 1933 was hij priester op rust in Veurne.
De boeken die hij aan twee volkstypes wijdde - de Blauwer en de Pensejager - kenden een aanzienlijk succes en werden talrijke malen heruitgegeven. De 'blauwer' kreeg zijn standbeeld in Poperinge, en wordt er als een soort volksheld nog steeds geprezen. Veel andere beschreven figuren kregen bekendheid, zoals Scharmanteka - Jantje Goedherte en Pietje Kwaadherte - Ko Lukkeboone - Jan Heldenbloed - Stijn Lukket-al - Jantje Beer.
Vanaf de stichting van het tijdschrift Biekorf in 1890 was Leroy een actieve medewerker en dit tot in 1900. Hij hernam zijn regelmatige bijdragen in 1926 en dit tot in 1932. Zijn bijdragen waren vaak de eerste versie van zijn later in boekvorm te verschijnen vertellingen. 
De vriendschap met Gezelle ontstond tijdens de bezoeken van de Meester aan het Sint-Lodewijkscollege en de besprekingen voor het oprichten van Biekorf. Het ging er duidelijk gezellig aan toe. Hiervan getuigt het gedicht dat Gezelle schreef op 20 oktober 1886 onder de titel Op de Bo's smoorkamer, over de genoegens van het pijproken. De bijeenkomst met enkele vrienden ging op die dag door in de rookkamer van de leraars en het feit dat Leroy een handgeschreven exemplaar van het gedicht in zijn bezit had, doet aannemen dat hij erbij was.
Leroy verleende ook medewerking aan de almanak van 't Manneke uit de Mane en aan Rond den Heerd.

## Publicaties
- Karel de Blauwer, volksverhaal.
- Pieter de Pensejager, volksverhaal.
- De gebroeders Valentijn en Wolffried.
- Scharmanteka, heruitgave in 1962.
- Prinses Clementina, heruitgave in 1963.
- Zeisels en vertellingen (ca. 1893), reeks verhalen in 8 boekdelen.

## Voetnoten
1. ↑  Scharmanteka - Voorwoord pagina 6
2. ↑  DBNL - Leroy Julius, geraadpleegd op 7 juli 2018. Gearchiveerd op 24 september 2021.
3. ↑  erfgoedhaltes.be - Haringe, geraadpleegd op 7 juli 2018
4. ↑  Verzameld Dichtwerk, deel VIII, blz. 177-179, Kapellen, 1991.

- Bibliothèque nationale de France: cb12094619b (data)
- Digitale Bibliotheek voor de Nederlandse Letteren: lero012
- International Standard Name Identifier: 0000 0001 2037 1421
- Library of Congress Control Number: nr94024299
- Nationale Bibliotheek van Israël: 987007443958405171
- Virtual International Authority File: 282012081
- WorldCat: E39PBJkHv8KbTQpBcqcr3hDDv3